# Ammotrechesta brunnea
Ammotrechesta brunnea är en spindeldjursart som beskrevs av Roewer 1934. Ammotrechesta brunnea ingår i släktet Ammotrechesta och familjen Ammotrechidae. Inga underarter finns listade i Catalogue of Life.